# GlobaLeaks
GlobaLeaks ist eine Open-Source-Software, die sicheres und anonymes Whistleblowing ermöglicht. Es wurde vom Hermes-Zentrum für Transparenz und digitale Menschenrechte entwickelt, einer italienischen Nichtregierungsorganisation, die die Redefreiheit im Internet unterstützt.
Die Software befähigt jeden, auch nicht-technikaffine Personen, eine Hinweisgeber-Plattform mühelos einzurichten und zu warten.

## Betrieb
Eine GlobaLeaks-Webseite nutzt versteckte Dienste im Tor-Netzwerk, um die Anonymität der Identität der Quelle zu garantieren, und Tor2web, um die öffentliche Web-Erreichbarkeit zu erhalten.
Sobald die Einreichung auf einer GlobaLeaks-Plattform durchgeführt wird, werden die Daten mit OpenPGP verschlüsselt und das System benachrichtigt automatisch registrierte Empfänger (z. B. lokale Medien, NROs oder sogar einzelne Journalisten).
GlobaLeaks-Plattformen speichern nichts dauerhaft und die eingereichten Informationen und Dateien werden, aufgrund einer strengen Aufbewahrungsrichtlinie, so schnell wie möglich gelöscht.

## Implementationen
Bis 2017 wurde GlobaLeaks in 20+ Sprachen internationalisiert und von über 60 Projekten und Initiativen auf der ganzen Welt umgesetzt. Die breite Palette von Anwendern enthält unabhängige Medien, Aktivisten, Medienagenturen, Unternehmen und viele mehr.
Das Hermes-Zentrum unterhält ein offizielles Verzeichnis von GlobaLeaks-basierten Projekten, die auf der GlobaLeaks-Webseite zu finden sind.